# 飛高隆夫
飛高隆夫（ひだか たかお、1936年12月22日-2020年10月16日）は、日本近代文学研究者。大妻女子大学名誉教授。

## 人物・来歴
埼玉県生まれ。1959年東京教育大学文学部国文科卒、1965年同大学院文学研究科博士課程満期退学、1967年大妻女子大学文学部専任講師、1970年助教授、1982年教授。1997年退職、名誉教授、皇學館大學教授、2005年退職。

## 著書
- 『中原中也と立原道造』秋山書店 1976
- 『近代の詩精神』翰林書房 1997
- 『梶井基次郎ノート』北冬舎 2003
- 『空の奥 句集』文學の森 2007
- 『高村光太郎『道程』全詩鑑賞』明治書院 2009
- 『三好達治・西垣脩』有文社 2011
- 『近代詩雑纂』有文社 2012
- 『暮色 句集』文學の森 2014

### 共編著
- 『近代詩 詩と詩論』角田敏郎,三浦仁共著 東京堂出版 1970
- 『日本近代文学大系 36 高村光太郎,宮沢賢治集』解説:伊藤信吉 注釈: 飛高,恩田逸夫 角川書店 1971
- 『展望現代の詩歌』全11巻 野山嘉正共編 明治書院 2007‐08